# Lio-La Gbea
Lio-La Gbea  encore intitulé Lio-La Buea ou Leo-La Gbea, est une localité du Cameroun, située dans l'arrondissement de Muyuka, le département du Fako et la région du Sud-Ouest.

## Population
Lors du recensement de 2005, on a dénombré 68 personnes, principalement des Bakweri. 